# Andrzej Cechnicki
Andrzej Feliks Cechnicki (ur. 1950 w Warszawie) – polski lekarz psychiatrii, psychoterapeuta, profesor nauk medycznych, superwizor psychoterapii PTP. Badacz środowiskowych i społecznych aspektów psychiatrii. Dorobek badawczy związał z praktyką kliniczną uwzględniając jej kontekst społeczny i podmiotowość pacjentów. Specjalista w zakresie badań nad prognozą, przebiegiem, wynikami leczenia, perspektywą zdrowienia i psycho-społecznymi interwencjami w schizofrenii. Twórca i koordynator krakowskiego kompleksowego, zintegrowanego systemu leczenia i rehabilitacji osób chorujących na schizofrenię i ich rodzin.

## Życiorys
W 1974 r. ukończył studia medyczne w Akademii Medycznej UJ, w 1992 r. obronił pracę doktorską pt. „Rola oddziału dziennego we wczesnej rehabilitacji chorych na schizofrenię. Analiza wpływu wybranych czynników na wyniki leczenia”, której promotorem był prof. Jacek Bomba. W 2012 r. habilitował się na podstawie pracy zatytułowanej „Schizofrenia – proces wielowymiarowy. Krakowskie prospektywne badania przebiegu, prognozy i wyników leczenia schizofrenii”. W 2018 uzyskał tytuł profesora nauk medycznych.
Jest profesorem w Katedrze Psychiatrii na Wydziale Lekarskim Collegium Medicum Uniwersytetu Jagiellońskiego i członkiem prezydium Polskiego Towarzystwa Psychiatrycznego, oraz wiceprzewodniczącym Stowarzyszenia na Rzecz Rozwoju Psychiatrii i Opieki Środowiskowej
Członkostwo w korporacjach naukowych
W latach 2002–2010 ogólnopolski Koordynator Programu Przeciwko Piętnie i Wykluczeniu Osób Chorujących na Schizofrenię „Schizofrenia – Otwórzcie Drzwi”, realizowanego przez Zarząd Główny Polskiego Towarzystwa Psychiatrycznego przy współpracy z WHO
2008-2022 – Współtwórca i Przewodniczący Zarządu Sekcji Psychiatrii Środowiskowej i Rehabilitacji PTP, obecnie Przewodniczący Rady Naukowej Sekcji
Wiceprzewodniczący Komisji ds. Reformy i realizacji NPOZP ZG PTP, Współtwórca i Przewodniczący Stowarzyszenia na rzecz realizacji Narodowego Programy Ochrony Zdrowia Psychicznego.
Twórca i wiceprzewodniczący Stowarzyszenia na Rzecz Rozwoju Psychiatrii i Opieki Środowiskowej.
Współtwórca i założyciel krakowskiego Stowarzyszenia Rodzin Zdrowie Psychiczne i Stowarzyszenia Pacjentów „Otwórzcie Drzwi”.
Twórca programu integracji zawodowej dla osób chorujących psychicznie m.in. „Pensjonatu i Restauracji U Pana Cogito”, firmy społecznej „Zielony Dół” oraz Centrum Edukacji COGITO.
Współtwórca i wieloletni Przewodniczący Polsko-Niemieckiego Towarzystwa Zdrowia Psychicznego, obecnie honorowy Przewodniczący.
Członek Zarządu European Network for Mental Health Service Evaluation ENMESH.
Vice-Przewodniczący Światowego Towarzystwa Psychiatrii Dynamicznej (WADP)

## Wyróżnienia
- 2008 – Krzyż Kawalerski Orderu Odrodzenia Polski[18].
- Nagroda „Lodołamacz Specjalny” przyznana za wybitne zasługi na rzecz niepełnosprawnych i za działalność na polu rehabilitacji zawodowej i społecznej[19].
- Krzyż Zasługi na Wstędze Orderu Republiki Federalnej Niemiec Order Zasługi Republiki Federalnej Niemiec w 2011 roku[20].

## Publikacje
Cechnicki A. „Schizofrenia – proces wielowymiarowy. Krakowskie prospektywne badania przebiegu, prognozy i wyników leczenia schizofrenii”. Warszawa: Instytut Psychiatrii i Neurologii, 2011
Współautor i redaktor
- Barbaro B, Ostoja-Zawadzka K, Cechnicki A. „Możesz pomóc. Poradnik dla rodzin pacjentów chorych na schizofrenię i zaburzenia schizotypowe”. Wydawnictwo UJ, Kraków 2005[22]

- Cechnicki A, Liberadzka A. „Umacnianie i zdrowienie. Dać nadzieję”. Wydawnictwo UJ, Kraków 2015[23]

- Liberadzka A, Cechnicki A, Piętniewicz M. „Umacnianie i zdrowienie. Contra spem spero”. Wydawnictwo UJ, Kraków 2023[24]

Ważniejsze publikacje:
- Cechnicki A., Angermeyer M.C., Bielańska A., „Anticipated and experienced sigma among persons with schizophrenia: its nature and correlates., Social Psychiatry and Psychiatric Epidemiology”, 2011; 46(7): 643-50. doi: 10.1007/s00127-010-0230-2.[25]

- Cechnicki A, Bielańska A, Hanuszkiewicz I, Daren A. „The predictive validity of Expressed Emotions (EE) in schizophrenia. A 20-year prospective study”. Journal of Psychiatric Research 2013; 47 (2): 208-214.[26]

- Gawęda Ł, Pionke R, Krężołek M, Prochwicz M, Kłosowska J, Frydecka D, Misiak B, Kotowicz K, Samochowiec A, Mak M, Błądziński P, Cechnicki A, Nelson B. „Self-disturbances, cognitive biases and insecure attachment as mechanisms of the relationship between traumatic life events and psychotic-like experiences in non-clinical adults – A path analysis”. Psychiatry Research 2018; 259: 571–578.[27]

- Cechnicki A, Cichocki Ł, Kalisz A, Błądziński P, Adamczyk P, Franczyk-Glita J. „Duration of untreated psychosis (DUP) and the course of schizophrenia in a 20-year follow-up study”. Psychiatry Research 2014, 219 (3): 420-425.[28]

- Leidinger F. Cechnicki A, „The Fate of Polish Psychiatry under German Occupation in World War II”. Israel Journal of Psychiatry and Related Science, 2015; 52 (3): 33-37.[29]

- Leidinger F, Cechnicki A, „Historia i teraźniejszość – trzydzieści lat niemiecko-polskich spotkań wokół psychiatrii. Postępy Psychiatrii i Neurologii”, 2017; 26 (3): 121-126.[30]

- Cechnicki A, Bielańska A. „Wpływ wczesnej psychospołecznej interwencji na odległe kliniczne wyniki leczenia osób chorujących na schizofrenię”. Psychiatria Polska 2017; 51(1): 45–61[31]

- Łukasz Gawęda, Renata Pionke, Martyna Krężołek, Dorota Frydecka, Barnaby Nelson, Andrzej Cechnicki. „The interplay between childhood trauma, cognitive biases, psychotic-like experiences and depression and their additive impact on predicting lifetime suicidal behavior in young adults”. Psychological Medicine, 2019, 1–9.[32]

- Mętel, Dagmara, Arciszewska Aleksandra, Daren Artur, Pionke, Renata, Cechnicki Andrzej, Frydecka Dorota, Gawęda Łukasz. „Mediating role of cognitive biases, resilience and depressive symptoms in the relationship between childhood trauma and psychotic-like experiences in young adults”. Early Intervention in Psychiatry 2020, Vol. 14, nr 1, s. 87–96[33]

- Kalisz A, Cechnicki A. „The stability of negative syndrome, persistent negative syndrome and deficit syndrome in a twenty-year follow-up study of schizophrenia patients”. Psychiatry Research; 2016; 238: 236-241. doi:10.1016/j.psychres. 2016.02.012[34]

- Pionke-Ubych, Renata; Frydecka, Dorota; Cechnicki, Andrzej; Nelson, Barnaby; Gawęda, Łukasz „The Indirect Effect of Trauma via Cognitive Biases and Self-Disturbances on Psychotic-Like Experiences”. Frontiers in Psychiatry 2021 Mar 29;12:611069. doi: 10.3389/fpsyt.2021.611069. eCollection 2021[35]